# Jeju (langue)
Pour les articles homonymes, voir Jeju (homonymie).
Le jeju (autonyme :  제주말, jeju-mal ; hangul / hanja : 제주어 / 濟州語, RR : jeju-eo), ou jejuan est une langue coréanique parlée sur l'île de Jeju, qui forme la province de Jeju en Corée du Sud. Il diffère grandement des dialectes coréens du continent. Le coréen standard est la langue la plus courante en Corée, tandis que la langue de Jeju est considérée comme une langue très locale. Le jeju est principalement compris et parlé par la génération plus âgée. Depuis octobre 2014, l'Institut des langues étrangères de l'Université nationale de Jeju a fait des efforts pour sauver la langue en déclin. Selon l'UNESCO (2011), seul un groupe relativement restreint, composé d'environ dix mille personnes, voire moins, parle activement la langue. 
Selon l'Atlas des langues en danger du Monde de l'UNESCO, le jeju est répertorié comme « en danger critique d'extinction », le niveau de vulnérabilité le plus élevé. Les locuteurs sont tous âgés de plus de 70 ans. Sans un mécanisme d'enseignement du jeju à l'échelle de la province pour les jeunes, la langue peut disparaître d'ici vingt à quarante ans.   

## Division géographique

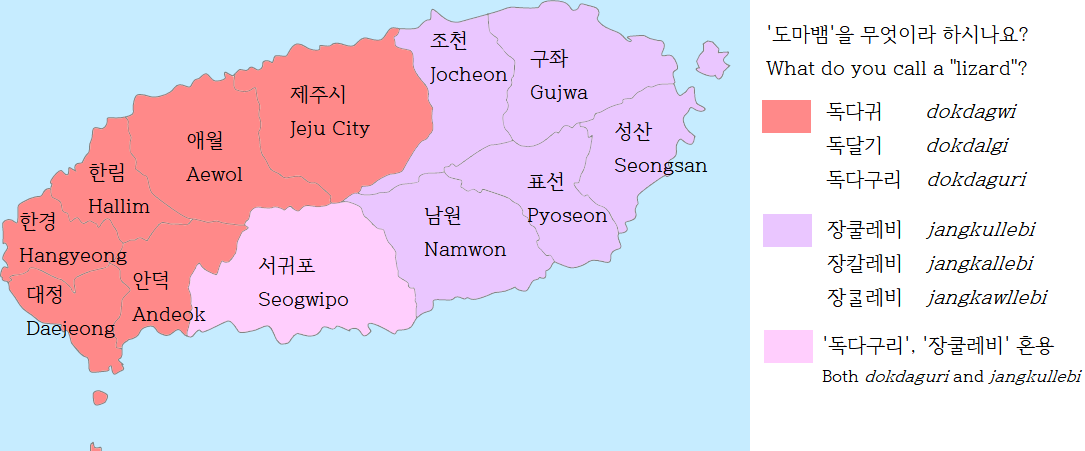
Différence d'Est en Ouest de le prononciation du mot lézard.

Même au sein de l’île, il existe néanmoins quelques légères différences de prononciation entre le sud et le nord séparé par le mont Halla au centre de l'île Jeju. Une étude coréenne menée en 2010, a enquêté sur la diversité régionale de 350 mots en langue jeju, quatre zones dialectales existeraient du nord au sud, d'est en ouest.

## Comparaison de vocabulaire
La plupart du vocabulaire du jeju est issu directement de l'ancêtre des langues coréaniques (ou proto-coréen). Considérant que le reste des langues coréennes continentales aient évolué indépendamment du jeju, l'étymologie ne correspond pas à celle du coréen standard. Certaines personnes revendiquent plutôt une influence étrangère mais aucune langue ne correspond à un vocabulaire qui pourrait s’apparenter à celui de la langue jeju. Les caractères chinois en jeju se prononcent également différemment de la langue standard.
| Jeju        | Coréen                        | Japonais             | Français              |
| ----------- | ----------------------------- | -------------------- | --------------------- |
| njeoobseoye | eoseooseyo - hwanyeonghabnida | irashaimase - yokoso | bienvenu et bienvenue |
| jisil       | gamja                         | jagaimo              | pomme de terre        |
| jijipai     | yeoja                         | josei                | femme                 |
| nang        | namu                          | ki                   | arbre                 |
| yagaegi     | mog                           | kubi                 | cou                   |
| bibali      | cheonyeo                      | shojo                | vierge                |
| gangsaeng-i | gang-aji                      | koinu                | chiot                 |
| gwe (kwe)   | goyangi-i                     | neko                 | chat                  |
| dosaegi     | dwaeji                        | buta                 | cochon                |
| oleum       | san                           | yama                 | montagne              |
| gasa (kasa) | usan                          | kasa                 | parapluie             |
| songki      | chaeso                        | yasai                | légume                |
| gamul-eo    | seoma                         | masaka               | certainement pas      |

Dans cette légende, le chasseur Song Sa-man trouve un squelette abandonné sur une colline et prend soin du squelette comme s'il s'agissait de son propre ancêtre, et offre des sacrifices. En retour, le squelette l'informe de sa mort prématurée et de trois moyens d'éviter la grande faucheuse. 
| Jeju | Coréen |
| --- | --- |
| “neu songsᆞmani jeonmaengigᆞ seoleun-i maeginan, seoleun naneun haee amudᆞl amunal-eun maeng-i maegini neuga bal sal-ang omonghᆞyeojil ttae, naleul nang-gos-eulo gᆞjyeoda dola... si mᆞseul gang simbang si gae geod-uugog madang-i keundae sewang du ilhoe yeolna-eul gus-eul hᆞla...” maesttag chᆞllyeonoh-wan baegbo baekkgyeossdillo gan jeol-eul hᆞyeon, gᆞman-i kkullyeon eobdeojyeoduseo bonan samchesᆞga nᆞlyeoomeong... “songsᆞman-ine jib-iseo jeongseong-eul anideulyeomsinga?” maljai oneun chesᆞn “songsᆞman-ine jib-i baegnyeondaegang-ileul mosamtta. geu baegnyeondaegang-iga songsᆞman-i sim-eule olamsen gᆞlabun saeng-iyeo... bad-eum-eun bad-assjumaneun sim-eong olaen hᆞn sigan-i siyeobunan eotteongheulko?” | “neo songsaman-ineun gyeou seoleun-i sumyeong-ui kkeut-ini, seoleun doeneun haeeneun amu dal amu nal-e myeong-i kkeutnal teimeulo neoga bal-i sal-aseo umjig-il su iss-eul ttae naleul namusup-eulo delyeoda dalla... ma-eul se gos-e gaseo mudang se myeong-eul mo-eugo madang-e keun gisdae sewoseo du ile yeolnaheul gus[jeju keungus]eul hala...“ da chalyeonoh-eun che baegbo bakkat-eulo ga jeolhamyeo gamanhi muleup kkulhgo eobdeuligo bonikka, samchasaga naelyeoomyeonseo... “songsaman-ine jib-eseo jeongseong-eul deuligo issneun geos aninga?“ najung-e oneun chasaneun, “songsaman-ine jib-eseo baegnyeon doen haegol-eul mosigo issda. geu baegnyeon doen haegol-i songsaman-i jab-euleo ogo issdago malhaebeolin moyang-iya... jun geon bad-assjiman jab-a olago han magam-i issneunde eotteohge halkka?“ |

Traduction française : 
"Vous, Song Sa-man, n'êtes qu'à la fin de votre vie à 30 ans, et l'année de votre 30e année, votre vie se terminera n'importe quel jour du mois, alors s'il vous plaît, emmenez-moi dans la forêt quand vos pieds seront vivants et vous pouvez vous déplacer... Allez dans trois villages et tuez trois chamans. Rassemblez-les et installez un grand mât dans la cour pour accomplir un rite (Jeju Keun-gut) pendant deux semaines ou quatorze jours..."
Une fois tout mis en place, je suis sorti, je me suis prosterné, je me suis agenouillé et j'ai levé les yeux lorsque la troisième personne est descendue...
"La maison de Song Sa-man n'offre-t-elle pas la sincérité?"
Le chauffeur de la voiture qui est venu plus tard a dit : « La maison de Song Saman abrite un squelette centenaire. Il semble que le squelette centenaire lui ait dit que Song Sa-man venait l'attraper... J'ai eu ce que je lui ai donné, mais il y a une date limite pour l'avoir, que dois-je faire ? 

## Prononciation
|              | Voyelle haute | Voyelle médiane | Voyelle basse |
| ------------ | ------------- | --------------- | ------------- |
| Légende      | ( /i/ )       | ( /e/ ) ( /ɛ/ ) | ( /a/ )       |
| Thème médium | ( /ɨ/ )       | ( /ə/ )         |               |
| Husserl      | ( /u/ )       | ( /o/ )         | ( /ɒ/ )       |

| Bruit ↓            | Labial | Alvéolaire  | Corne postérieur | Palais mou | Glotte (gorge) |
| ------------------ | ------ | ----------- | ---------------- | ---------- | -------------- |
| Nasal              | m      | n nʲ        |                  |            |                |
| Consonne occlusive | p p:   | t tʲ t: tʲː |                  | k k:       |                |
| Fricatif           | f v f  | s sʲ s: sʲ: | sʲ sʲ            | ʃ ʃː       | } h            |
| Son d'approche     |        | je          | lʲ               | j          |                |
| Trille             |        | r           |                  |            |                |